# Constructivist Foundations
Constructivist Foundations ist eine in englischer Sprache viermonatlich erscheinende interdisziplinäre akademische Zeitschrift, die auf konstruktivistische Ansätze in der Wissenschaft spezialisiert ist. Diese umfassen u. a. den Radikalen Konstruktivismus, die enactive cognitive science, die Kybernetik 2. Ordnung, die Theorie autopoietischer Systeme und die nicht-dualisierende Philosophie.

## Zielsetzungen
Die Zeitschrift publiziert Artikel mit empirischen, formalen oder konzeptuellen Inhalten, Überblicksartikel, Target-Artikel, die öffentlich in Kommentaren diskutiert werden, Meinungen, die von Autoritäten in ihrem jeweiligen Gebiet verfasst werden und Buchrezensionen.
Konstruktivistische Ansätze stellen die cartesianische Trennung zwischen objektiver Welt und subjektivem Erleben in Frage und verlangen die Einbeziehung des Beobachters in wissenschaftliche Erklärungen. Sie lehnen den Repräsentationalimus ab und unterstützen die Ansicht, dass Wissen ein systembezogener Prozess und nicht das Abbild der objektiven Welt ist. Realität ist daher konstruiert, d. h., sie wird durch das Subjekt hervorgebracht anstatt passiv rezipiert. Dies bedeutet, dass konstruktivistische Ansätze eine agnostische Beziehung zur Realität haben. Sie fokussieren selbstbezügliche und organisatorisch geschlossene Systeme, die nicht ihren Output, sondern vielmehr ihren Input kontrollieren. Im Hinblick auf wissenschaftliche Erklärungen bevorzugen konstruktivistische Ansätze den prozessorientierten Zugang vor der substanzbasierten Perspektive, so dass kognitive Systeme durch die Prozesse charakterisiert werden, mit deren Hilfe sie ihre eigene Organisation konstituieren und aufrechterhalten. Von der Wissenschaft fordern konstruktivistische Ansätze eine offenere und weniger dogmatische Einstellung.
Bislang sind neben regulären Ausgaben auch zwei Sondernummern erschienen: Eine Festschrift für Ernst von Glasersfeld und eine Ausgabe zur Nicht-dualisierenden Philosophie Josef Mitterers. Die Zeitschrift hat derzeit rund 1800 Abonnenten.
Die Zeitschrift bietet open peer commentary.

## Autoren
Autoren, die für Constructivist Foundations schreiben, sind unter anderem Dirk Baecker, Niels Birbaumer, Volker Gadenne, Kenneth J. Gergen, Ranulph Glanville, Ernst von Glasersfeld, Reuben Hersh, Adolf Holl, Klaus Krippendorff, Josef Mitterer, Jean-Louis Le Moigne, Humberto R. Maturana, Sal Restivo, Siegfried J. Schmidt, Peter Strasser und Peter Weibel.